# Langschubmier
De langschubmier (Lasius bicornis) is een mierensoort uit de onderfamilie van de schubmieren (Formicinae). De wetenschappelijke naam van de soort is voor het eerst geldig gepubliceerd in 1850 door Foerster.